# Las Hogueras de Perthus. Diario de la evacuación de Cataluña
Las Hogueras de Perthus. Diario de la evacuación de Cataluña  es un libro escrito por Álvaro de Orriols, en 1939, en el que narra la larga marcha al exilio, desde Barcelona hasta Bayona (Iparralde) en Francia, que sufrió el mismo autor, así como otras muchas personas y familias. El libro, que además está ilustrado por numerosos dibujos hechos por el propio Orriols es, en definitiva, un diario en el que se cuentan anécdotas, vivencias, sentimientos, emociones… que se sitúan dentro de un negro episodio de nuestra historia en el que con reflexiones, diálogos, narraciones… se hace una crónica —escrita e ilustrada— de un largo y tortuoso camino: el exilio. Una aportación más a la recuperación de la memoria histórica.
La lectura de este libro fue recomendada en los institutos de Francia, en su versión y traducción francesa.[cita requerida]